# Biginelli-reactie
De Biginelli-reactie, genoemd naar de Italiaanse scheikunde Pietro Biginelli, is een organische reactie tussen drie componenten: een aldehyde, een β-ketoester en ureum. In de reactie wordt een pyrimidinederivaat gevormd, namelijk een 6-methyl-3,4-dihydropyrimidin-2-on. Voor de reactie kan een zure katalysator gebruikt worden. De β-ketoester is meestal methylacetoacetaat of ethylacetoacetaat.
Een typische Biginelli-reactie is deze tussen ethylacetoacetaat (1 in onderstaand reactieschema; Et = ethylgroep), benzaldehyde (2) en ureum (3). Bij deze cyclisatiereactie worden twee moleculen water gevormd:
De Biginelli-reactie is van belang voor de farmaceutische nijverheid. Dihydropyrimidinonen zijn bouwstenen voor een aantal geneesmiddelen, in het bijzonder calciumantagonisten en bloeddrukverlagende middelen.